# LP1 (álbum de Liam Payne)
LP1 es el primer y único álbum de estudio del cantante británico Liam Payne. Se lanzó el 6 de diciembre de 2019 a través de Capitol Records. Incluye el sencillo «Stack It Up» en colaboración con el cantante A Boogie wit da Hoodie.

## Antecedentes y desarrollo
Después del lanzamiento de su sencillo «Bedroom Floor» en octubre de 2017, Payne comentó en Hits Radio que su álbum debut se lanzaría en enero de 2018, declarando que había trabajado con Ed Sheeran y que el disco contendría «pop oscuro, pistas urbanas y música trap». En mayo de 2018, comentó en Good Morning America que el álbum iba a ser lanzado el 14 de septiembre de 2018.
En septiembre de 2019, luego del lanzamiento de «Stack It Up», explicó en MTV que había pasado gran parte del 2019 grabando en el estudio. Ese mismo mes, reveló a la estación de radio australiana Nova 96.9 que el álbum estaba terminado, declarando además que estaba orgulloso de su primera producción discográfica. Afirmó también, que el material está orientado al hip-hop y al R&B.
El 18 de octubre de 2019, Payne anunció formalmente el álbum, junto a su fecha de lanzamiento para el 6 de diciembre de 2019.

## Promoción
Su primer sencillo en solitario «Strip That Down», en colaboración con Quavo y coescrito por Ed Sheeran junto a Steve Mac, se lanzó el 19 de mayo de 2017. Más tarde estrenó el tema «Bedroom Floor», y la canción «Get Low» junto a Zedd.
En enero de 2018, junto Rita Ora lanzaron el sencillo «For You» para la banda sonora de la película Cincuenta sombras liberadas. En abril de 2018, colaboró en la canción «Familiar» de J Balvin. Colaboró en la canción «Polaroid» de Jonas Blue, junto con Lennon Stella el 5 de octubre de 2018.
Para continuar con la promoción del disco, el 16 de septiembre de 2019, Payne lanzó «Stack It Up». Pista grabada en Reino Unido con la colaboración de A Boogie wit da Hoodie y que cuenta con sonidos urbanos.

## Crítica y recepción
En Metacritic, que asigna una calificación normalizada de 100, el álbum tiene un puntaje promedio de 44 de 100, lo que indica «reseñas mixtas o promedio» basadas en seis reseñas.
Helen Brown, de The Independent, escribió que el álbum «tiene un pop brillante y eficiente». Mark Kennedy, escribiendo para ABC News, calificó el álbum de «vergonzoso» mientras escribía que el álbum «realmente nunca despega, una colección de canciones de club monótonas que a menudo suenan como Justin Bieber» y el hecho de que Payne solo coescribió cuatro canciones, a pesar de que elogió «Stack It Up».
Laura Snapes de The Guardian opinó que se trata de un «disco pop terrible». Hunt de NME, sintió que Payne estaba «tan concentrado en marcar casillas que se olvida de divertirse» y que «muestra un lado más adulto, y escoge pedazos de casi todos los géneros que están de moda en este momento». Hunt, sin embargo, notó que el álbum «puede llegar a hacer divertido si se relaja un poco más», nombrando a «Familiar», «Heart Meet Break» y «Bedroom Floor» como pistas destacadas. Neil Z. Yeung, de AllMusic, escribió que Payne «aborda los géneros hip-hop y electrónico, pero lucha por distinguirse de la cosecha de contemporáneos que suenan de manera similar», también agregó que las mejores canciones del álbum incluyen artistas destacados, en particular elogiando «For You» como la mejor canción del álbum. Escribiendo para The Times, Will Hodgkinson llamó al álbum «aburrido» pero elogió la «voz fuerte» de Payne. AD Amorosi, escribiendo para Variety , opinó que «la escritura y el canto no son lo suficientemente fuertes».
Algunas críticas fueron más positivas, como Rachel McGrath del Evening Standard quien opinó que Payne «encuentra el punto medio perfecto». Markos Papadatos del Digital Journal escribió que el álbum es «increíble», calificándolo de «vale la pena esperar y es muy recomendable para todos».

## Lista de canciones
| LP1 (CD) |                                               | |                                         |          |  |
| N.º      | Título                                        | Escritor(es) | Director(es)                            | Duración |  |
| 1.       | «Stack It Up»                                 | Ed Sheeran, Julius Dubose y Steve Mac | Mac y Gibson                            | 02:45    |  |
| 2.       | «Remember»                                    | James Abrahart, Jonathan Price, Stefan Johnson, Jordan Johnson y Marcus Lomax]Oliver Peterhof | The Monsters and the Strangerz y German | 03:09    |  |
| 3.       | «Heart Meet Break»                            | Jake Torrey, Michael Matosic y Joseph Spargur | Jake Torrey                             | 01:56    |  |
| 4.       | «Hips Don't Lie»                              | S. Johnson, J. Johnson, Lomax, Alexander Izquerdio y Peterhof | The Monsters and the Strangerz          | 03:28    |  |
| 5.       | «Tell Your Friends»                           | David Brown, Dylan Bauld y Samuel Watters | Lucky Daye y Sam Watters                | 03:15    |  |
| 6.       | «Say It All»                                  | Liam Payne, Ryan Tedder, Sandy Wilhelm, Mikkel Eriksen y Tor Hermansen | Tedder y Stargate                       | 03:27    |  |
| 7.       | «Rude Hours»                                  | James Duval, Rudolph Huggins y Daniel Schofield | James Duval y DannyBoyStyles            | 03:55    |  |
| 8.       | «Live Forever»                                | Samuel Preston, van Kidd Bogart y Sylvester "Sly" Sivertsen | Cheat Codes, Evan Bogart y Sly          | 02:54    |  |
| 9.       | «Weekend»                                     | Payne, Aaron Zuckerman, Simon Wilcox, Nolan Lambroza y Shaun Frank | Shaun Frank y Sir Nolan                 | 03:10    |  |
| 10.      | «Both Ways»                                   | Payne, Ruth-Anne Cunningham, Stephanie Jones, Ian Franzino y Andrew Haas | Afterhrs                                | 03:18    |  |
| 11.      | «Strip That Down»                             | Liam Payne, Mac, Sheeran, Quavious Marshall, Orville Burrell, Rickardo Ducent, Shaun Pizzonia, Brian Thompson, Sylvester Allen, Harold Ray Brown, Morris Dickerson, Le Roy Lonnie Jordan, Charles William Miller, Lee Oskar y Howard E. Scott | Mac                                     | 03:22    |  |
| 12.      | «For You (Fifty Shades Freed)» (con Rita Ora) | Ali Payami, Ali Tamposi y Andrew Wotman | Payami, Watt y Peter Karlsson           | 04:02    |  |
| 13.      | «Familiar» (con J Balvin)                     | Gamal "LunchMoney" Lewis, Mike Sabath, José Álvaro Osorio Balvin y Sean Douglas | Sabath                                  | 03:14    |  |
| 14.      | «Polaroid» (con Jonas Blue y Lennon Stella)   | Ed Drewett, Sam Roman, Guy James Robin y John Paul Cooper | Jonas Blue                              | 03:08    |  |
| 15.      | «Get Low» (con Zedd)                          | Charles Hinshaw, Anton Zaslavski, Tristan Landymore y Fabienne Holloway | Zedd                                    | 03:23    |  |
| 16.      | «Bedroom Floor»                               | Jacob Kasher Hindlin, Charlie Puth, Ammar Malik, Mac, Aaron Jennings y Noel Zancanella | Mac y Ben Rice                          | 03:08    |  |
| 17.      | «All I Want (For Christmas)»                  | Phil Cook, James Newman y Samuel Preston | Phil Cook                               | 03:01    |  |
| 54:35    |                                               | |                                         |          |  |

| Target Bonus Track |                              |                                                |              |          |  |
| N.º                | Título                       | Escritor(es)                                   | Director(es) | Duración |  |
| 17.                | «Hurting Me»                 | Payne, Wotman, Wilcox y McCutcheon             | Watt         | 3:02     |  |
| 18.                | «Before It Ends»             | Payne, Dave Gibson, Ian Franzino y Andrew Haas | Afterhrs     | 2:58     |  |
| 19.                | «All I Want (For Christmas)» | Cook, Newman y Preston                         | Cook         | 3:01     |  |

| Japón bonus tracks |                              |                                                           |                                                     |          |  |
| N.º                | Título                       | Escritor(es)                                              | Director(es)                                        | Duración |  |
| 17.                | «Down»                       | S. Johnson, J. Johnson, Lomax, Eriksen y Hermansen        | The Monsters and the Strangerz, Stargate y Ben Rice | 4:09     |  |
| 18.                | «Trouble»                    | Payne, Ronald Spencer y Zuckerman                         | Ronny J y Jeremy Zucker                             | 2:51     |  |
| 19.                | «Nobody Else»                | Payne, Eriksen, Hermansen, Ilsey Juber, Wilcox y Lambroza | Stargate y Sir Nolan                                | 3:57     |  |
| 20.                | «All I Want (For Christmas)» | Cook, Newman y Preston                                    | Cook                                                | 3:01     |  |

## Posicionamiento en listas
| Listas (2019)                     | Mejor posición |
| --------------------------------- | -------------- |
| Alemania (Media Control Charts)   | 91             |
| Australia (ARIA)                  | 50             |
| Bélgica (Ultratop) Flanders       | 124            |
| Bélgica (Ultratop) Wallonia       | 128            |
| Canadá (Billboard)                | 70             |
| Escocia (Official Charts Company) | 34             |
| España (PROMUSICAE)               | 41             |
| Estados Unidos (Billboard 200)    | 111            |
| Francia (SNEP)                    | 153            |
| Irlanda (IRMA)                    | 69             |
| Japón (Oricon)                    | 124            |
| Portugal (AFP)                    | 45             |
| Reino Unido (UK Singles Chart)    | 17             |
| Suiza (Schweizer Hitparade)       | 100            |

## Historial de lanzamiento
| País        | Fecha                  | Formato                     | Discográfica | Ref                                       |
| ----------- | ---------------------- | --------------------------- | ------------ | ----------------------------------------- |
| Varios      | 6 de diciembre de 2019 | Descarga digital, Streaming | Capitol      | [ 42 ] [ 43 ] [ 44 ] [ 45 ] [ 46 ] [ 47 ] |
| Reino Unido | 6 de diciembre de 2019 | CD                          | Capitol      | [ 48 ]                                    |